# Kézilabda a 2004. évi nyári olimpiai játékokon
A 2004. évi nyári olimpiai játékokon a kézilabdatornákat augusztus 14. és 29. között rendezték. A magyar férfi válogatott negyedik, a női válogatott ötödik helyezést ért el.

## Éremtáblázat
| A 2004. évi nyári olimpiai játékok éremtáblázata kézilabdában | A 2004. évi nyári olimpiai játékok éremtáblázata kézilabdában | A 2004. évi nyári olimpiai játékok éremtáblázata kézilabdában | A 2004. évi nyári olimpiai játékok éremtáblázata kézilabdában | A 2004. évi nyári olimpiai játékok éremtáblázata kézilabdában | Olimpia  |
| ------------------------------------------------------------- | ------------------------------------------------------------- | ------------------------------------------------------------- | ------------------------------------------------------------- | ------------------------------------------------------------- | -------- |
|                                                               | Ország                                                        | Arany                                                         | Ezüst                                                         | Bronz                                                         | Összesen |
| 1.                                                            | Horvátország (CRO)                                            | 1                                                             | 0                                                             | 0                                                             | 1        |
|                                                               | Dánia (DEN)                                                   | 1                                                             | 0                                                             | 0                                                             | 1        |
| 3.                                                            | Németország (GER)                                             | 0                                                             | 1                                                             | 0                                                             | 1        |
|                                                               | Dél-Korea (KOR)                                               | 0                                                             | 1                                                             | 0                                                             | 1        |
| 5.                                                            | Oroszország (RUS)                                             | 0                                                             | 0                                                             | 1                                                             | 1        |
|                                                               | Ukrajna (UKR)                                                 | 0                                                             | 0                                                             | 1                                                             | 1        |
|                                                               |                                                               |                                                               |                                                               |                                                               |          |
| Összesen                                                      | Összesen                                                      | 2                                                             | 2                                                             | 2                                                             | 6        |

## Érmesek

### Férfi torna
| A 2004. évi nyári olimpiai játékok érmesei férfi kézilabdában | A 2004. évi nyári olimpiai játékok érmesei férfi kézilabdában | A 2004. évi nyári olimpiai játékok érmesei férfi kézilabdában | A 2004. évi nyári olimpiai játékok érmesei férfi kézilabdában |
| --- | --- | --- | ------------------------------------------------------------- |
| Arany | Ezüst | Bronz |                                                               |
| Horvátország (CRO) | Németország (GER) | Oroszország (RUS) |                                                               |
| Ivano Balić Davor Dominiković Mirza Džomba Slavko Goluža Nikša Kaleb Blaženko Lacković Venio Losert Valter Matošević Petar Metličić Vlado Šola Denis Špoljarić Goran Šprem Igor Vori Drago Vuković Vedran Zrnić | Markus Baur Frank von Behren Mark Dragunski Henning Fritz Pascal Hens Jan Olaf Immel Torsten Jansen Florian Kehrmann Stefan Kretzschmar Klaus-Dieter Petersen Christian Ramota Christian Schwarzer Daniel Stephan Christian Zeitz Volker Zerbe | Pavel Baskin Mihail Csipurin Alekszandr Gorbatyikov Vjacseszlav Gorpisin Vitalij Ivanov Eduard Koksarov Alekszej Kosztigov Gyenyisz Krivoslikov Vaszilij Kugyinov Oleg Kulesov Andrej Lavrov Szergej Pogorelov Alekszej Rasztvorcev Dmitrij Torgovanov Alekszandr Tucskin |                                                               |

### Női torna
| A 2004. évi nyári olimpiai játékok érmesei női kézilabdában | A 2004. évi nyári olimpiai játékok érmesei női kézilabdában | A 2004. évi nyári olimpiai játékok érmesei női kézilabdában | A 2004. évi nyári olimpiai játékok érmesei női kézilabdában |
| --- | --- | --- | ----------------------------------------------------------- |
| Arany | Ezüst | Bronz |                                                             |
| Dánia (DEN) | Dél-Korea (KOR) | Ukrajna (UKR) |                                                             |
| Louise Nørgaard Rikke Skov Henriette Mikkelsen Mette Vestergaard Rikke Jørgensen Camilla Thomsen Karin Mortensen Lotte Kiærskou Trine Jensen Katrine Fruelund Rikke Schmidt Kristine Andersen Karen Brødsgaard Line Daugaard Josephine Touray | Csang Szohi Cshö Imdzsong Ho Jongszuk Ho Szunjong I Gongdzsu I Szangun Im Okjong Kim Cshajon Kim Hjonok Mjom Bokhi Mun Gjongha Mun Philhi O Jongran O Szongok U Szonhi | Natalija Boriszenko Anasztaszija Borogyina Hanna Burmisztrova Olena Cihicja Irina Honcsarova Olena Jacenko Natalija Ljapina Halina Markusevszka Olena Radcsenko Okszana Rajhel Ljudmila Sevcsenko Tetyana Sinkarenko Hanna Szjukalo Marina Verheljuk Larisza Zaszpa |                                                             |